# Mário Quina
Mário Gentil Quina (ur. 1 stycznia 1930 w Estoril, zm. 8 września 2017 tamże) – portugalski żeglarz sportowy. Srebrny medalista olimpijski z Rzymu.
Brał udział w czterech igrzyskach (IO 52, IO 60, IO 68, IO 72). W 1960 był drugi w klasie Star. Płynął wówczas wspólnie z bratem José Manuelem. Olimpijczykiem był również trzeci z braci, Francisco.